# Гамма Большого Пса
Гамма Большого Пса (γ CMa, γ Canis Majoris) — бело-голубой яркий гигант в созвездии Большого Пса. Имеет историческое название Мулифен, которое происходит из арабского языка, что обозначает - неизвестно. Её не нужно путать с Гамма Центавра, которая также имеет похожее название Мулифан, которое происходит от того же корня.
Не очень понятно почему такая слабая звезда получила название «гамма». Возможно потому, что находится рядом с Сириусом и Мирцамом или может быть потому, что в древности звезда была ярче. Возможно, что звезду окружает облако газа и пыли. Так, например, в 1670 году она исчезла и не была видна до 1693 года..
Мулифен принадлежит к классу ртутно-марганцевых звёзд, также как, например, Альферац. Он на 40 % богаче железом и хромом, чем Солнце и в 2000 раз богаче ртутью. Причиной этой аномалии является различное воздействие гравитации звезды и давления излучения на разные химические элементы.
Мулифен вращается весьма медленно для звезды спектрального класса B, всего 30 км/с. Светимость и температура говорят, что звезда находится на стадии окончательного выгорания водорода и Мулифен через несколько млн. лет превратится в красного гиганта.